# Displasia toracica asfissiante
La displasia toracica asfissiante è una displasia scheletrica congenita molto rara che consiste in costole molto corte e torace molto stretto, arti corti e anomalie tipiche visibili a livello radiografico. La patologia rientra nel gruppo delle ciliopatie ed è gravata da un'alta letalità.

## Epidemiologia e storia
La malattia è detta anche sindrome di Jeune in onore del pediatra francese Mathis Jeune, che nel 1954 pubblicò la prima descrizione ufficiale della displasia sulla base di osservazioni effettuate da lui e dai suoi colleghi. La sua incidenza è stimata a 1-5 casi su un milione di nati vivi; si tratta di una malattia genetica trasmessa con ereditarietà autosomica recessiva.

## Eziologia
La displasia è conseguenza di una mutazione genetica che può interessare geni diversi; per ogni gene responsabile della malattia è indicata una diversa tipologia:
- Tipo 1 con mutazione al braccio lungo del cromosoma 15, in corrispondenza del locus genico q13[5]
- Tipo 2 con mutazione del gene IFT80 al braccio lungo del cromosoma 3, nel locus genico q25.33[6]
- Tipo 3 (detta anche sindrome di Verma-Naumoff) con mutazione del gene DYNC2H1 al braccio lungo del cromosoma 11, nel locus genico q22.3[7]
- Tipo 4 con mutazione del gene TTC21B al braccio lungo del cromosoma 2, nel locus genico q24.3[8]
- Tipo 5 con mutazione del gene WDR19 al braccio corto del cromosoma 4, nel locus genico p14[9]
- Tipo 10 con mutazione del gene IFT172 al braccio corto del cromosoma 2, nel locus genico p23.3[10]
- Tipo 11 con mutazione del gene WDR34 al braccio lungo del cromosoma 9, nel locus genico q34.11[11]

Questi geni normalmente permettono la costituzione dei filamenti di alcune proteine di trasporto.

## Clinica

### Segni e sintomi
L'entità delle alterazioni e delle malformazioni è molto variabile: i segni clinici tipici sono:
- Torace piccolo e ristretto, con difficoltà respiratorie fin dalla vita neonatale, a causa del poco spazio occupabile dai polmoni durante l'inspirazione
- Arti superiori ed inferiori più piccoli del normale, con particolari anomalie di mano e piede, come la polidattilia (non sempre presente)
- Bassa statura, fino al nanismo
- Insufficienza renale durante la seconda parte dell'infanzia
- Retinopatia
- Ingravescente fibrosi del fegato e del pancreas

### Esami strumentali e di laboratorio
Tramite radiografia si possono rilevare le caratteristiche tipiche della displasia: costole corte e senza i normali angoli di curvatura, pelvi molto stretta con caratteristico aspetto "a tridente", sommità dell'acetabolo protrusa posteriormente, ossificazione prematura dell'epifisi del femore, ridotto sviluppo delle ossa lunghe, forma conica delle epifisi delle falangi intermedie.
Oltre alla distinzione su base genetico-eziologica, i casi di displasia toracica asfissiante si possono suddividere in due ulteriori tipologie in base al diverso processo di ossificazione delle cartilagini:
- Tipo 1, con ossificazione endocondrale puntiforme, irregolarità delle metafisi sia morfologica sia istologica (con isole cartilaginee immerse nel tessuto osseo)
- Tipo 2, con un processo di ossificazione più regolare

### Diagnosi differenziale
La displasia toracica asfissiante entra in diagnosi differenziale con:
- Displasia tanatofora
- Nanismo di tipo metatrofico
- Ipofosfatasia
- Sindrome di Ellis-van Creveld, con la quale la diagnosi differenziale risulta particolarmente difficile[14]
- Displasia toraco-laringo-pelvica[15]
- Displasia cranioectodermica
- Disomia uniparentale paterna del cromosoma 14

### Diagnosi precoce
La diagnosi è effettuabile in epoca prenatale, ma generalmente essa avviene dopo la nascita.

## Trattamento
Il successo della terapia dipende dal grado di coinvolgimento polmonare; la costrizione respiratoria aumenta la suscettibilità di infezioni batteriche a carico delle alte vie aeree, mentre i processi fibrotici possono compromettere la funzionalità di fegato e reni. Per questi due rischi si rende necessario un follow-up attento nel corso della vita del paziente. Inoltre, onde diagnosticare precocemente eventuali degenerazioni della retina, si rende necessario una periodica osservazione del fondo oculare.
Nel campo della chirurgia toracica, una promettente tecnica terapeutica sembra essere l'impianto di costole artificiali in titanio, espandibili verticalmente in modo da allargare progressivamente il torace, riducendo così le limitazioni all'espansione polmonare.

## Prognosi
Il 60-70% dei soggetti affetti dalla displasia muore di insufficienza respiratoria acuta ad eziologia infettiva; anche l'insufficienza renale acuta può portare al decesso. Solo pochi bambini con questa condizione raggiungono la seconda decade di vita.